# Tympanosclerose
Tympanosclerose, een afwijking van het trommelvlies, kenmerkt zich door het ontstaan van bindweefsel c.q. littekenweefsel en kalkafzettingen in het trommelvlies. Deze hebben meestal geen gevolgen voor het gehoor, tenzij het trommelvlies of de achterliggende gehoorbeentjes minder beweeglijk worden. Dit leidt dan tot een geleidingsgehoorverlies, dat zich meestal slechts matig leent voor operatieve gehoorverbetering. Vrijwel altijd is de aandoening het gevolg van herhaalde ontstekingen van middenoor en trommelvlies, vaak met herhaalde perforaties van het trommelvlies, spontaan of door het plaatsen van trommelvliesbuisjes.